# Cla Biert
Cla Biert (* 26. Juli 1920 in Scuol; † 19. März 1981 in Sent, Aussprache [klaː'biərt]) war ein rätoromanischer Schriftsteller.

## Leben
Cla Biert kam am 26. Juli 1920 in Scuol zur Welt, in einem bäuerlichen Elternhaus. Von 1936 bis 1940 besuchte er das Lehrerseminar in Chur. In dieser Zeit lernte er den späteren Schriftsteller Andri Peer kennen, mit dem ihn eine Freundschaft bis zum Tode verband.
Nach dem Lehrerseminar wirkte Cla Biert in Scuol als Primarlehrer (1941–1946), studierte zudem ab 1943 in Zürich, Genf und Lausanne das höhere Lehramt. 1947 wurde er Sekundarlehrer in Ftan, wechselte 1951 nach Zuoz und 1956 nach Chur, wo er seit 1956 mit seiner Familie wohnte.
Von 1975 an bis zu seinem Tode hatte er eine schwere Krankheit und mehrere Operationen. 1978 zog er sich vom Schuldienst zurück und kehrte ins Engadin zurück. Er starb am 19. März 1981 in Sent an dieser Krankheit.

## Werk
Cla Biert gilt als wichtiger und engagierter Exponent der rätoromanischen Literatur und Kultur. Dies dokumentieren unter anderem seine literarischen und publizistischen Arbeiten. Cla Biert war Mitarbeiter und Redaktor der Studentenzeitung Il Sain Pitschen (dt. Die kleine Glocke), schrieb für verschiedene Zeitschriften und zahlreiche Zeitungen, auf romanisch, deutsch und in weiteren Sprachen. Als Redaktor arbeitete er bei Radio und Fernsehen.
Von 1967 bis 1971 präsidierte Cla Biert die Uniun da scripturs rumantschs (USR, dt. Romanischer Schriftstellerverband) und war Chefredaktor der Publikation Novas litteraras.
Auch die Musik spielte eine wichtige Rolle im Leben Cla Bierts: Er sammelte Volkslieder des Engadins und der Val Müstair und war zusammen mit seiner Schwester Stasia, seiner Frau Angelica und seinen Töchtern Nesa und Aita ein bekannter Engadiner Liedermacher. Sein Sohn Risch Biert ist Pianist.
Als Schauspieler war Cla Biert aktiv in der Theatergruppe La Culissa. Zusammen mit Men Rauch und Jon Semadeni schrieb und komponierte er die Kabarettstücke La Panaglia (1951, Das Butterfass) und La travaglia dal docter Panaglia (1954, Die Mühsal des Doktor Butterfass).
Der Roman La müdada (1962, Die Wende) ist ein wichtiges Werk der rätoromanischen Literatur und ist einer der ersten Romane dieser Sprache. Er handelt vom jungen Mann Tumasch Tach, hin- und hergerissen zwischen dem Wegzug und dem Verbleiben im Tal, sowie dem gesellschaftlichen Wandel im Engadin um die Mitte des 20. Jahrhunderts.
Daneben hat Cla Biert viele Geschichten verfasst. In Betschlas malmadüras und Suot l’alosser, aber auch in La müdada hat Cla Biert erotische Elemente in die Engadiner Literatur fliessen lassen, was in der Leserschaft zum Teil zu Provokationen führte.
Seine Werke wurden ins Deutsche, Französische und Italienische übersetzt.
Sein Nachlass befindet sich seit 1992 im Schweizerischen Literaturarchiv in Bern.

## Sprache
Cla Bierts Muttersprache war das Unterengadiner Idiom Vallader, und in diesem Idiom hat er seine Werke verfasst. Er hat bewusst und zielgerichtet seinen romanischen Wortschatz erweitert und verfolgte die Entwicklung von Orthographie und Lautung im Idiom Vallader, wie dies zum Beispiel in einem Brief an Reto Bezzola, Romanist und Wörterbuchautor, zum Ausdruck kommt:

„[Eu sun] i pro mia nona ad imprender rumantsch e n'ha scrit sü quaderns plains, dad ella e mia mamma e dals paurs da Ftan. La cumparsa da Seis dicziunari es statta per mai üna sensaziun ed üna gronda satisfacziun, ed eu n'ha cumanzà amo üna jada da prüma a ramassar s-chazzis. Uossa ramassa our dal DRG e vez ch'eu sa amo be fich pac rumantsch.

[Ich bin] zu meiner Grossmutter hingegangen, um Romanisch zu lernen und habe damit und mit Wörtern meiner Mutter sowie von Bauern aus Ftan Hefte voll geschrieben. Das Erscheinen Ihres Wörterbuchs war für mich eine Sensation und grosse Befriedigung, und noch einmal habe ich begonnen, Schätze zu sammeln. Neuerdings sammle ich im Dicziunari Rumantsch Grischun und sehe, wie wenig Romanisch ich erst kann.“

Dabei muss festgehalten werden, dass Cla Biert einen recht anspruchsvollen Wortschatz in seinem Werk voraussetzt.

## Auszeichnungen
1955 wurde Cla Biert mit dem Preis der Schweizerischen Schillerstiftung geehrt. 1968 folgte der Preis der Cuminanza Radio Rumantsch und 1976 der Anerkennungspreis der Regierung des Kantons Graubünden.

## Hauptwerke
- Pangronds. Set raquints valladers, Chur, Società Retorumantscha, Annalas 1949.
- Amuras. Istorgias, Lavin, Chasa Paterna 71, 1956.
- Laina verda. Istorgias, Lavin, Chasa Paterna 74, 1957.
- La müdada. Roman, Eigenverlag, Thusis, 1962. Neuauflage: Zürich, 2012.
- Fain manü. Istorgias per uffants, Chur, Lia Rumantscha ed Uniun dals Grischs, 1969.
- Her ed hoz, Chur, Società Retorumantscha, Annalas 88, 1975.
- Il descendent – Der Nachkomme, Übersetzung von Iso Camartin, Zürich, Benziger und Ex Libris, 1981.
- Las fluors dal desert. Raquints e sömmis our dal relasch. Mit Illustrationen von Barbara Rossi, Sent, Eigenverlag, 1993.
- Betschlas malmadüras ed oters raquints / Das Gewitter und andere Erzählungen, Herausgabe und Nachbereitung durch Mevina Puorger, Übersetzungen Andri Peer und andere, Zürich, Limmat, 2009.